# Trattato di Windsor (1899)
Il trattato di Windsor era una dichiarazione coloniale segreta tra il Regno Unito e il Portogallo del 1899.
Prendeva il nome dal precedente trattato di Windsor (1386), anche se in realtà fu firmato a Londra il 14 ottobre 1899 dal primo ministro britannico Lord Salisbury e dall'ambasciatore portoghese Luís Pinto de Soveral.

## Storia
Le relazioni anglo-portoghesi in Africa erano state tese sin dall'ultimatum britannico del 1890 che aveva impedito al Portogallo di unire le proprie colonie in Angola e Mozambico attraverso l'annessione del territorio (poi colonizzato dai britannici) che in seguito sarebbero diventati Malawi, Zambia e Zimbabwe, portando al trattato anglo-portoghese del 1891, nonché ad un'intesa anglo-tedesca nel 1898 sulla possibile spartizione delle colonie lusitaneː se il Portogallo avesse rinunciato alle proprie colonie africane, la Germania avrebbe potuto espandere l'Africa Tedesca del Sud-Ovest a nord e l'Africa orientale tedesca a sud, mentre la Gran Bretagna avrebbe potuto allargare il proprio territorio sudafricano verso est e controllare le isole atlantiche del Portogallo.
La dichiarazione del 1899 riaffermava i precedenti trattati tra i due paesi, compresi quelli del 1642 e del 1661. La Gran Bretagna accettò di difendere le colonie portoghesi dai loro nemici "futuri e presenti". Il Portogallo accettò di non dichiarare ufficialmente la neutralità nell'imminente seconda guerra boera e di impedire il movimento di armi e truppe boere attraverso Lourenço Marques e il Mozambico verso il Transvaal.